# Aerial Lift Bridge
L'Aerial Lift Bridge (connu antérieurement sous le nom d'Aerial Bridge ou Aerial Ferry Bridge) est l'un des monuments les plus remarquables de la ville portuaire de Duluth, Minnesota.
Le tablier de 120 m est d'une seule travée levante, ce qui est déjà peu commun, mais surtout, il a commencé sa carrière comme pont transbordeur, le seul des États-Unis (le second, l'éphémère « Sky Ride » de l'exposition « Century of Progress » de Chicago, en 1933, entrant plutôt dans la catégorie des téléphériques à cabines multiples).

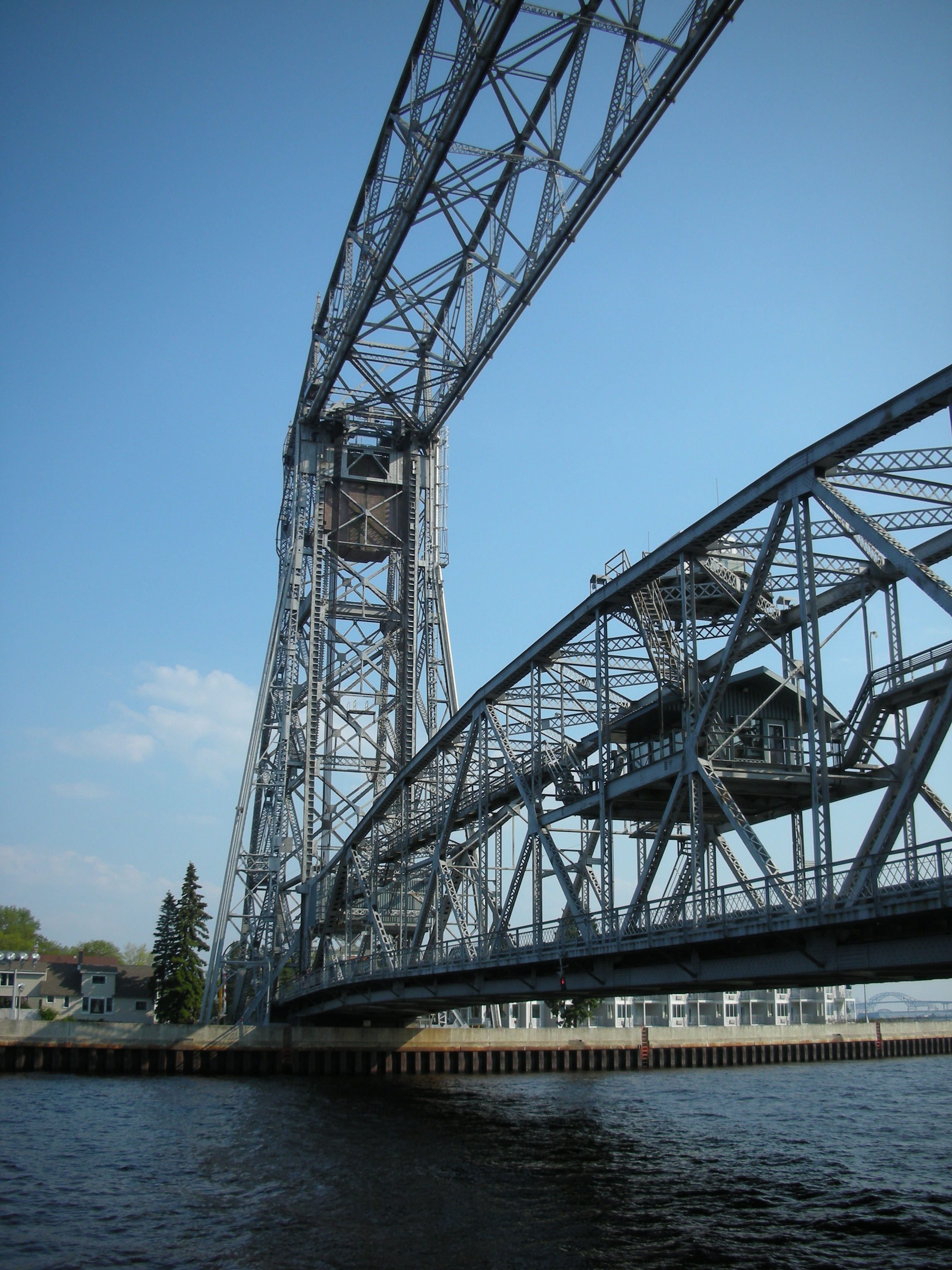
Le pont en 2007

## La traversée du port de Duluth (Minnesota)
Le pont enjambe l'entrée du port, qui est en fait l'embouchure naturelle de la rivière Saint Louis vers le lac Supérieur. On passait autrefois d'un bord à l'autre par un bac, qui présentait l'inconvénient de ne pas fonctionner durant les mois d'hiver où l'eau est prise en glace. Une passerelle pour piétons fut aussi essayée, avec peu de succès, car elle était réputée fragile et dangereuse.

## Le pont transbordeur (1905)

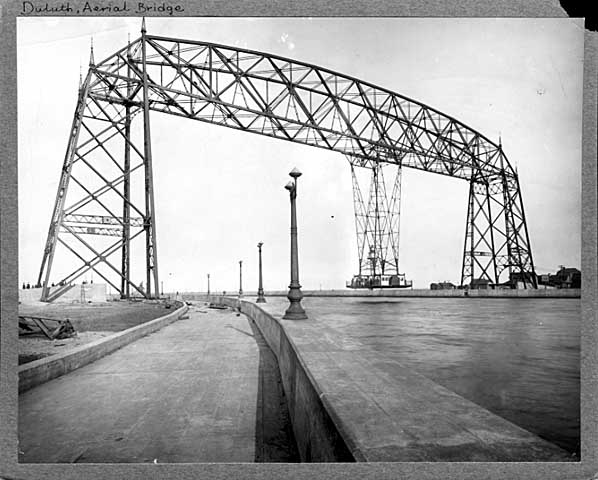
Le pont transbordeur « Aerial Bridge » en 1907, avant sa transformation en pont levant.

La nacelle du pont transbordeur, en 1908.

Un concours, lancé en 1892, fut remporté par l'ingénieur John Alexander Low Waddell, qui dessina un pont à travée levante de 40 mètres. La ville de Duluth était prête à mettre l'ouvrage en chantier, quand le War Department s'avisa que ce genre de pont laisserait une entrée bien trop étroite et risquerait, en cas de panne, de bloquer le port.
On envisagea donc la solution du pont transbordeur à nacelle suspendue, suivant l'exemple des récentes réalisations de Bilbao (pont de Biscaye, 1893) et des premiers ponts transbordeurs français déjà en usage. L'ingénieur de la ville Thomas McGilvray dessina un projet de pont rigide long de 120 m, assez différent des ouvrages européens.
À son ouverture en 1905, la nacelle à suspension à treillis pouvait supporter 54 tonnes, soit 350 passagers, ainsi que des wagons, voitures et tramways. La traversée durait une minute, et les aller-retours se succédaient toutes les cinq minutes tout au long de la journée.

## Transformation en pont levant (1930)

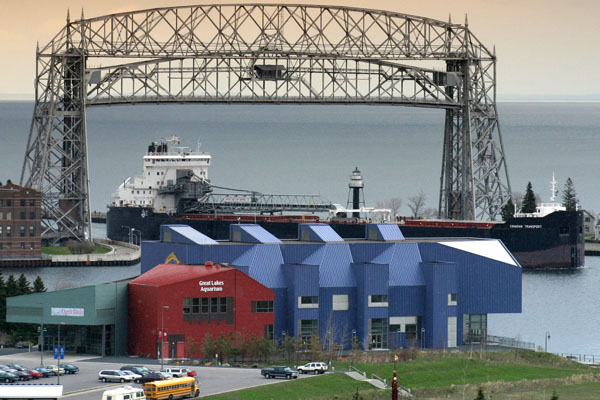
Le pont levant « Aerial Lift Bridge », après transformation, avec l'aquarium au premier plan.

Mais ici comme ailleurs, dès les années 1920, le pont transbordeur ne parvint plus à écouler une circulation, surtout automobile, sans cesse croissante. On en revint donc à la solution initiale du pont à travée levante, et l'on décida curieusement, non de reconstruire le pont, mais de le transformer à partir des éléments existants du pont transbordeur : la nacelle fut démontée, les piles renforcées et le tablier supérieur simplement surélevé. Il fut ajouté un tablier mobile et tout le mécanisme d'entraînement avec les contrepoids. Ce travail fut accompli par l'ingénieur C.A.P. Turner. Le nouveau pont, d'une conception assez proche du premier projet de 1892, mais trois fois plus long, fut inauguré le 19 mars 1930.

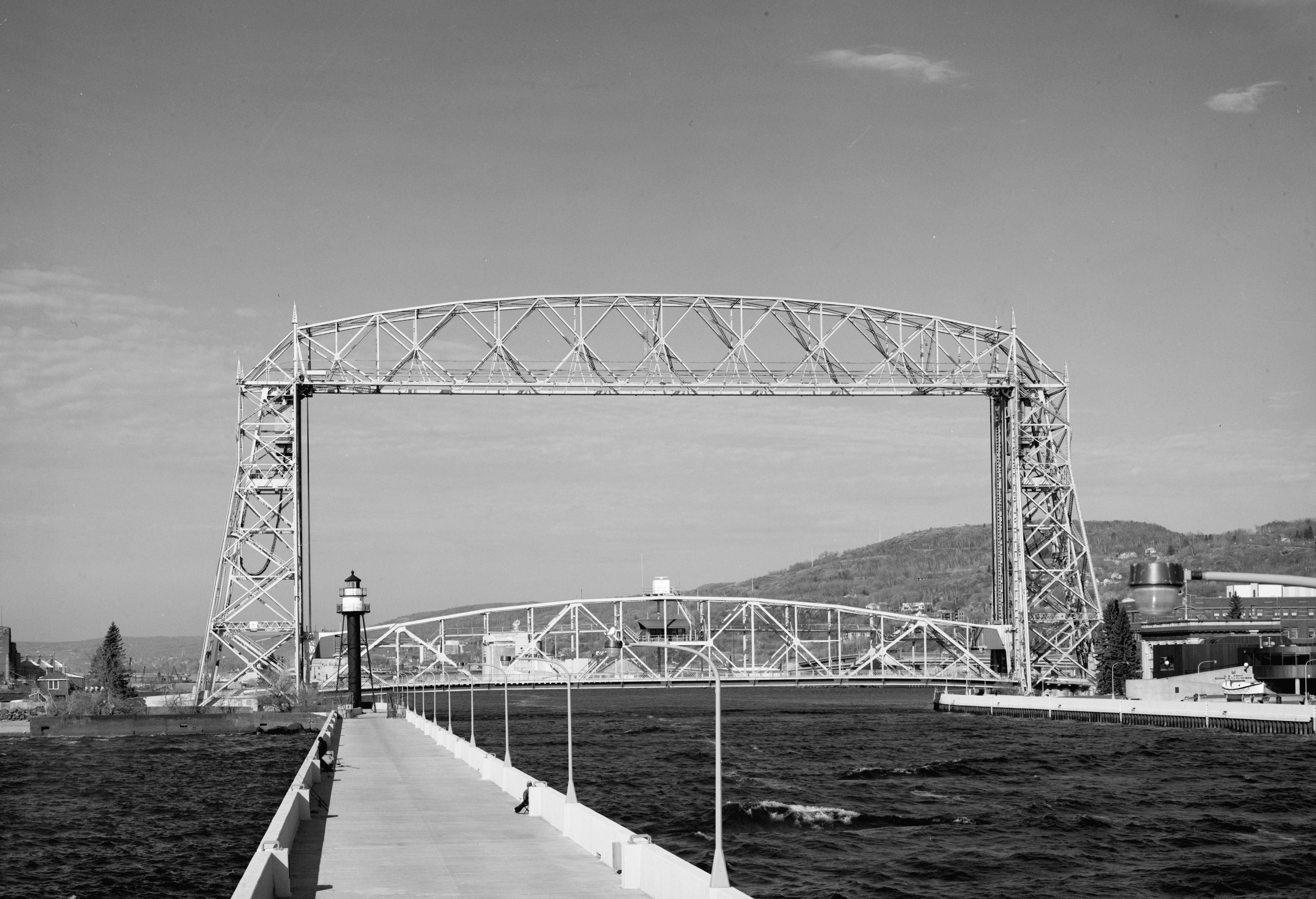
Le pont, tablier abaissé.

Le pont peut ainsi être levé en 55 secondes, et l'opération se répéter  25 à 30 fois par jour. La longueur de la travée levante est de 120 mètres.
Pour l'anecdote, les terrains avoisinant l'entrée du port appartenaient à la fin du XIXe siècle à un certain Wilhelm Boeing, père du célèbre avionneur de Seattle William E. Boeing.